# نرم‌افزار کسب‌وکار
نرم‌افزار کسب‌وکار (یا برنامه کسب‌وکار) هر نرم‌افزار یا مجموعه ای از برنامه‌های کامپیوتری است که توسط کاربران تاجر برای انجام کارهای مختلف تجاری مورد استفاده قرار می‌گیرد. این برنامه‌های کسب‌وکار برای افزایش بهره‌وری، اندازه‌گیری بهره‌وری و انجام دقیق کارهای دیگر کسب‌وکار استفاده می‌شود.
به‌طور کلی، نرم‌افزار کسب‌وکار احتمالاً برای نیازهای یک کسب و کار خاص طراحی شده‌است و بنابراین به راحتی قابل انتقال به یک محیط کاری دیگر نیست، مگر اینکه طبیعت و عمل آن یکسان باشد. با توجه به الزامات منحصر به فرد هر کسب و کار، بعید است یک نرم افراز آماده مصرف همهٔ نیازهای یک شرکت را برطرف کند. پس با این که یک راه حل آماده مصرف موجود است، با توجه به ملاحظات زمانی یا پولی، ممکن است تعدادی از موارد سفارشی سازی مورد نیاز باشد. بسته به نوع کسب و کار مورد نظر، استثنائات وجود دارد، و قبل از سفارشی سازی یا راه حل‌های آماده مصرف، همیشه باید تحقیق کامل انجام شود.
برخی از برنامه‌های کسب‌وکار تعاملی هستند، یعنی آن‌ها یک رابط کاربری گرافیکی یا رابط کاربری دارند و کاربران امکان بررسی / اصلاح / ورودی دادن داده‌ها و مشاهدهٔ نتایج را دارند. آن‌ها همچنین می‌توانند نتایج را بلافاصله اجرا کنند. برخی از برنامه‌های بازرگانی در حالت دسته ای اجرا می‌شوند: آن‌ها برای اجرا بر اساس یک رویداد / زمان پیش تعیین شده تنظیم شده‌اند و یک کاربر تاجر نیازی به راه اندازی آن‌ها یا نظارت بر آن‌ها ندارد.
برخی از برنامه‌های کسب‌وکار ساخته شده درون سازمان و برخی از آن‌ها از فروشندگان (نرم‌افزار آماده مصرف) خریداری شده‌اند. این برنامه‌های بازرگانی بر روی دسکتاپ یا سرورهای بزرگ نصب می‌شوند. پیش از معرفی COBOL (یک کامپایلر جهانی) در سال ۱۹۶۵، بازرگانان زبان ماشین منحصر به فرد خود را توسعه می‌دادند.. زبان RCA شامل یک آموزش ۱۲ موقعیتی بود. برای مثال، برای خواندن یک رکورد در حافظه، دو رقم اول کد راهنما (عملیات) هستند. چهار موقعیت بعدی راهنما (آدرس "A") دقیقاً مکان حافظه سمت چپ است که شما می‌خواهید کاراکتر قابل خواندن قرار گیرد. چهار موقعیت (آدرس "B") راهنما، مکان بسیار دقیق حافظه سمت راست را که در آن شما می‌خواهید آخرین کاراکتر رکورد قرار گیرد را ذکر می‌کند. یک آدرس دو رقمی "B" همچنین امکان تغییر هر دستورالعملی را فراهم می‌کند. کدهای راهنما و نامگذاری‌های حافظه استفاده از ۸ یا ۹ را منع می‌کردند. اولین نرم‌افزار بازرگانی RCA در سال ۱۹۶۲ در 4K RCA ۳۰۱ اجرا شد. RCA 301، قاب متوسط ۵۰۱ و قاب بزرگ ۶۰۱ بازاریابی خود را در اوایل سال ۱۹۶۰ آغاز کردند.
انواع مختلفی از کاربران در محیط تجارت یافت می‌شوند و می‌توانند با استفاده از یک ماتریس کوچک، متوسط و بزرگ دسته‌بندی شوند:
- بازار تجارت کوچک به‌طور کلی شامل نرم‌افزار حسابداری خانه و سوئیت‌های اداری مانند لیبره‌آفیس، مایکروسافت آفیس یا GSuite است.
- متوسط یا شرکت کوچک و متوسط (SME) طیف گسترده‌ای از برنامه‌های نرم‌افزاری شامل حسابداری، برنامه‌های گروهی، مدیریت ارتباط با مشتری، سیستم‌های مدیریت منابع انسانی، مدیریت ارتباطات برون سپاری، نرم‌افزار تولید وام، نرم افزار فروشگاه اینترنی، نرم‌افزار خدمات زمینه و دیگر برنامه‌های افزایش بهره‌وری را شامل می‌شوند.
- بخش آخر برنامه سطح سازمانی را شامل می‌شود، مانند مواردی در برنامه‌ریزی منابع سازمانی، مدیریت محتوا سازمانی (ECM)، مدیریت فرایند کسب و کار (BPM) و مدیریت چرخه عمر محصول. این برنامه‌ها در ابعاد وسیع هستند و اغلب با ماژول‌هایی که توابع بومی را اضافه می‌کنند یا قابلیت برنامه‌های کامپیوتری شخص ثالث را شامل می‌شوند؛ همراه می‌شوند.

فناوری‌هایی که قبلاً فقط در نرم‌افزارهای نظیر نظیر ماندند کازا و نپستر، وجود داشتند در برنامه‌های بازرگانی ظاهر می‌شوند.

## انواع ابزارهای کسب‌وکار
- نرم‌افزار سازمانی (EAS)
- مدیریت منابع
- برنامه‌ریزی منابع سازمانی (ERP)
- داشبورد دیجیتال، همچنین به عنوان داشبورد هوش کسب و کار، داشبورد سازمانی، یا داشبورد اجرایی شناخته می‌شود. خلاصه ای بصری از اطلاعات کسب و کار هستند که درکی فوری از شرایط را از طریق معیارها و شاخص‌های کلیدی عملکرد (KPI) را به دست می‌دهند. داشبوردها ابزارهای بسیار محبوبی هستند که در چند سال اخیر به وجود آمده‌اند.
- پردازش تحلیلی آنلاین (شامل HOLAP, ROLAP و MOLAP)که توانایی برخی از مدیریتها، پشتیبانی تصمیم‌گیری و سیستم‌های اطلاعات اجرایی دارند که از بررسی‌های تعاملی مقدار زیادی داده از دیدگاه‌های مختلف پشتیبانی می‌کنند.[۵]
- نرم‌افزار گزارش دهی، نمایش‌های توده ای داده‌ها را ایجاد می‌کند تا مدیریت را از وضعیت کسب و کار خود مطلع نگه دارند.
- نرم‌افزار تدارکات که نرم‌افزارهای بازرگانی ای هستند که به خودکارسازی عملیات‌های پرداخت سازمان کمک می‌کنند.
- داده کاوی استخراج اطلاعات مصرف‌کننده از یک پایگاه داده با استفاده از نرم‌افزار که می‌تواند الگوهای یا روندهای از پیش شناخته نشده را در مقداری زیادی داده، شناسایی و جداسازی کند. تکنیک‌های داده کاوی مختلفی وجود دارند که انواع مختلف الگوها را نشان می‌دهند.[۶] بعضی از تکنیک‌هایی که در اینجا تعریف می‌شوند، روش‌های آماری (به ویژه آمار کسب و کار) و شبکه‌های عصبی هستند؛ که ابزارهای بسیار پیشرفته ای برای تجزیه و تحلیل داده‌ها می‌باشند.
- مدیریت عملکرد کسب و کار (BPM)
- نرم‌افزار مدیریت اسناد که برای سازماندهی و مدیریت اسناد مختلف ساخته شده‌است. برخی از آن‌ها[۷] دارای قابلیت ذخیره‌سازی به منظور امنیت اطلاعات ارزشمند تجارت و پشتیبان‌گیری از این اطلاعات دارند.
- نرم‌افزار برنامه‌ریزی کارمند - برای ایجاد و توزیع برنامه کارمند و همچنین برای پیگیری ساعت کاری کارمندان استفاده می‌شود.

## تاریخچه
هدف اصلی نرم افزار بازرگانی، افزایش سود، با کاهش هزینه‌ها یا سرعت بخشیدن به چرخه تولید، است. در روزهای اولیه اتوماسیون تجارت یقه سفید، بزرگ رایانه‌ها برای مقابله با کارهای خسته‌کننده تر، نظیر نظارت بر چک‌های بانکی و حسابداری کارخانه استفاده می‌شدند.
نرم‌افزار حسابداری کارخانه یکی از محبوب‌ترین ابزارهای نرم‌افزارهای بازرگانی اولیه بود و شامل اتوماسیون دفترهای کل مرکزی، دفترهای موجودی دارایی‌های ثابت، دفترهای حسابداری هزینه، دفترهای حساب‌های دریافتی و دفترهای حساب‌های قابل پرداخت (از جمله حقوق و دستمزد، بیمه عمر، بیمه درمانی، فدرال و بیمه دولتی و بازنشستگی).
استفاده اولیه از نرم‌افزار برای جایگزینی کارهای دستی کارگران یقه سفید بسیار سودآور بود و موجب تغییر اساسی در کارگران یقه سفید شد. یک رایانه ممکن است به راحتی جایگزین ۱۰۰ کارگر یقه سفید (مثلاً منشی‌ها) شود در حالی که  کامپیوتر نیازی به مزایای بهداشتی یا بازنشستگی ندارد.
با تکیه بر این موفقیت‌های ابتدایی با IBM, Hewlett-Packard و سایر تهیه‌کنندگان اولیهٔ راه حل‌های نرم‌افزاری بازرگانی، مشتریان شرکت‌های بزرگ خواستار نرم‌افزار بازرگانی برای جایگزینی میز تحریرهای قدیمی شدند. نرم‌افزار CAD-CAM (یا پیش نویس کامپایل برای تولید کامپیوتری) در اوایل دهه ۱۹۸۰ به وجود آمد. نرم‌افزار مدیریت پروژه در اوایل دهه ۱۹۸۰ بسیار ارزشمند بود و ممکن بود به مبلغ ۵۰۰۰۰۰ دلار برای هر کپی برسد (این نرم‌افزار به‌طور کلی توانایی کمتری نسبت به نرم‌افزارهای مدیریت پروژه مدرن مانند ام اس پروجکت داشت. زیرا امروزه می‌توان با قیمتی کمتر از ۵۰۰ دلار کپی کرد)
در روزهای اولیه، شاید قابل توجه‌ترین و گسترده‌ترین تغییر در نرم‌افزارهای بازرگانی، واژه پرداز بود. به دلیل رشد سریع آن، ماشین تحریر IBM که در همه جا وجود داشت در دهه ۱۹۸۰ به‌طور ناگهانی از بین رفت زیرا میلیون‌ها شرکت در سراسر جهان به سراغ نرم‌افزار بازرگانی Word Perfect و سپس نرم‌افزار مایکروسافت ورد رفتند. یکی دیگر از رایج‌ترین نرم‌افزارهای بازرگانی، برنامه‌های رایج ریاضی مانند لوتوس ۱-۲-۳ و هم چنین مایکروسافت اکسل (که بعدتر ترویج یافت) بودند.
در دهه ۱۹۹۰، بازرگانی با ظهور نرم‌افزار اس آ پ به‌طور گسترده به سوی جهانی شدن رفت. اس آ پ زنجیره تأمین فروشندگان به صورت بالقوه جهانی برای کارآمدترین تولید کارخانه، هماهنگ می‌کند.
با این حال، هیچ چیز در تاریخ نرم‌افزار بازرگانی تا به حال تأثیر جهانی اینترنت، با ایمیل و وب سایت‌های خود را که در حال حاضر منافع تجاری در سراسر جهان را تأمین می‌کند، نداشته‌است. جهانی شدن در کسب و کار به‌طور کامل با رایج شدن اینترنت انجام شد.
مرحله بعدی در تکامل نرم‌افزار بازرگانی با ظهور اتوماسیون رباتیک (RPA), که شامل شناسایی و خودکار سازی وظایف و فرایندهای بسیار تکراری -با اهداف افزایش بهره‌وری عملیاتی، کاهش هزینه‌ها و محدود کردن خطاهای انسانی -در حال وقوع است. صنایع که در خط مقدم قبول RPA قرار دارند عبارتند از: صنعت بیمه، بانکداری و خدمات مالی، صنعت حقوقی و صنعت بهداشت و درمان.

## پشتیبانی برنامه
برنامه‌های بازرگانی بر اساس نیازهای کاربران تاجر ساخته می‌شوند. همچنین، برنامه‌های بازرگانی برای استفاده از نوع خاصی از معاملات تجاری یا اقلام داده ساخته شده‌اند. این برنامه‌ها بی وقفه اجرا می‌شوند مگر زمانی که که نیازی به احتیاجات بازرگانی جدید و تغیر در معاملات بازرگانی اساسی باشد. برنامه‌های بازرگانی به خوبی اجرا می‌شوند مگر این که مشکلی با سخت افزار کامپیوتر، شبکه‌های کامپیوتری (اینترنت / اینترانت)، دیسک‌های رایانه ای، منابع برق، و اجزای نرم‌افزاری مختلف وجود داشته باشد.
برنامه‌های بازرگانی ممکن است با یک خطای غیرمنتظره متوقف شوند. این خطا می‌تواند ناشی از خطای داده (ورودی دادهٔ غیرمنتظره یا ورودی اشتباه داده)، خطای محیط (خطای مربوط به زیرساخت)، خطای برنامه‌نویسی، خطای انسانی یا خطای جریان کار باشد. هنگامی که یک برنامه بازرگانی متوقف می‌شود، نیاز به رفع خطا در اسرع وقت است تا کاربران تاجر بتوانند کار خود را از سر بگیرند. این رفع خطا در برنامهٔ بازرگانی را پشتیبانی برنامهٔ بازرگانی می‌گویند.

### خطاهای گزارش شده
کاربر تاجر با تیم پشتیبانی نرم‌افزار تماس تلفنی می‌گیرد یا به آن‌ها ایمیل می‌فرستد. تیم پشتیبانی نرم‌افزار بازرگانی از این طریق تمام جزئیات خطا را از کاربر دریافت می‌کنند. این جزئیات سپس در نرم‌افزار ردیابی وارد می‌شوند. نرم‌افزار ردیابی یک شماره درخواست ایجاد می‌کند و این شماره درخواست به کاربر داده می‌شود. این شماره درخواست برای ردیابی پیشرفت مسئله پشتیبانی استفاده می‌شود. درخواست به یکی از اعضای تیم پشتیبانی اختصاص داده می‌شود.

### اطلاع‌رسانی خطاها
برای خطاهای بحرانی نرم‌افزار بازرگانی (مانند این که برنامه در دسترس نباشد یا برنامه به درستی کار نکند)، یک ایمیل به کل سازمان یا تیم‌های تحت تأثیر ارسال می‌شود تا از این مشکل آگاه شوند. آن‌ها همچنین برای دسترسی به برنامه یک زمان تخمینی اعلام می‌کنند.

### بررسی یا تجزیه و تحلیل خطاهای نرم‌افزار
تیم پشتیبانی نرم‌افزار بازرگانی تمام اطلاعات لازم در مورد خطای نرم‌افزار را جمع‌آوری می‌کند. این اطلاعات پس از آن در درخواست پشتیبانی ثبت می‌شود. تمام داده‌های مورد استفادهٔ کاربران نیز در تحقیق مورد استفاده قرار می‌گیرد. برنامه برای هر خطای برنامه‌نویسی ممکنی مورد بازبینی قرار می‌گیرد.

### رفع اشکال
اگر هرگونه خطای برنامه کاربردی مشابه در گذشته رخ داده باشد، مراحل حل مسئله از پایگاه دانش پشتیبانی بازیابی می‌شود و خطا با استفاده از این مراحل حل می‌شود. اگر خطای پشتیبانی جدید باشد آن گاه مراحل حل مسئله جدید آغاز می‌شود و خطا حل می‌شود. مراحل رفع خطای پشتیبانی جدید در پایگاه دانش برای استفاده در آینده ثبت می‌شود. برای خطاهای بزرگ (زیرساخت‌های حیاتی یا عدم کاربرد برنامه)، یک کنفرانس تلفنی آغاز می‌شود و همهٔ افراد یا تیم‌های پشتیبانی مورد نیاز به کنفرانس می‌پیوندند و با یک دیگر برای حل مشکل همکاری می‌کنند.

### تصحیح کد
اگر خطای برنامه بازرگانی به علت خطاهای برنامه‌نویسی رخ داده باشد، یک درخواست به تیم برنامه‌نویسی برای رفع خطا داده می‌شود. اگر کاربر به ویژگی‌ها یا کاربردهای جدید در برنامه تجاری نیاز داشته باشد. تجزیه و تحلیل / طراحی / برنامه‌نویسی / آزمایش / انتشار برنامه‌ریزی شده و نسخه جدیدی از نرم‌افزار بازرگانی ارائه می‌شود.

### تصحیح فرایند بازرگانی
اگر خطای برنامه بازرگانی به علت مشکل جریان کاری یا خطاهای انسانی در هنگام ورود داده‌ها رخ داده باشد، به کاربران اطلاع داده می‌شود. سپس کاربران جریان کار خود را مرور و در صورت لزوم تجدید نظر می‌کنند. آن‌ها همچنین دستورالعمل کاربر را بهبود می‌بخشند تا از چنین خطایی در آینده جلوگیری شود.

### تصحیح مشکل زیرساخت
اگر خطای به وجد آمده در برنامه بازرگانی به خاطر مشکلات زیرساختی باشد، تیم زیرساختی مربوطه اطلاع‌رسانی می‌شوند. تیم زیرساختی سپس تعمیراتی پایدار برای رفع مشکل انجام می‌دهند و به زیرساخت‌های برا جلوگیری از وقوع خطای مشابه نظارت می‌کنند.

## پیگیری پشتیبانی و گزارش داخلی
سیستم پیگیری خطا در برنامه‌های بازرگانی برای بررسی همه مسائل به صورت دوره ای (روزانه، هفتگی و ماهانه) استفاده می‌شود و گزارش‌ها برای نظارت بر مسائل حل شده، تکرار مسائل و مشکلات پیش‌بینی شده تهیه می‌شوند. گزارش‌ها همچنین برای مدیریت IT / IS برای بهبود و مدیریت برنامه‌های بازرگانی تهیه می‌شوند.